# Eustratios Garidas
Eustratios ou Eustrate Garidas (en grec : Εὐστράτιος Γαριδᾶς ) est patriarche de Constantinople de mai 1081 à juillet 1084.

## Biographie
Eustratios est un moine proche de l'entourage d'Anne Dalassène, la mère de l'empereur byzantin Alexis Ier. Le 8 mai 1081, il est nommé patriarche de Constantinople par l'empereur, sous l'influence de sa mère qui ne décolère pas contre le patriarche Cosmas, prédécesseur de Garidas, qui avait soutenu l'intronisation auprès d'Alexis de sa femme Irène Doukas, au grand dam d'Anne Dalassène.
Lors de la guerre contre les Normands, aux débuts du règne d'Alexis, Garidas accepte l'expropriation des œuvres d'art et des vaisselles consacrées des églises de la capitale pour les fondre en monnaie afin de payer l'armée d'Alexis. Ce geste ne lui est pas pardonné par Léon de Chalcédoine qui demande son départ à plusieurs reprises. Accusé de messalianisme, Eustratios est innocenté par une commission d'enquête instaurée par Alexis en 1084 mais préfère abdiquer.